# Willow (película)
Willow (titulada Willow en la tierra del encanto en Hispanoamérica) es una película británico-estadounidense de alta fantasía estrenada en 1988 y dirigida por Ron Howard. Fue producida por George Lucas y se basa en una historia ideada por él mismo. Sus protagonistas son Warwick Davis, Val Kilmer, Joanne Whalley, Jean Marsh y Billy Barty. Davis interpreta al protagonista y héroe epónimo, un reticente granjero que se ve encargado de la peligrosa protección de un bebé que es buscado por una reina tirana con la intención de matarlo y dominar el mundo.
Lucas concibió la idea en 1972 y le propuso dirigirla a Howard durante la posproducción de Cocoon en 1985. Se encargó el guion a Bob Dolman, quien redactó hasta siete borradores antes de que se aprobara el definitivo a finales de 1986. Producida por Metro-Goldwyn-Mayer, el rodaje arrancó en abril de 1987 y acabó en octubre de ese año. La mayor parte de la filmación se hizo en los estudios Elstree de Hertfordshire, Reino Unido, así como en Gales y Nueva Zelanda. Industrial Light & Magic creó las numerosas y en algunos casos innovadoras secuencias de efectos visuales. La película se estrenó en 1988 y obtuvo opiniones diversas de la crítica especializada, aunque fue un modesto éxito en taquilla y fue nominada a dos premios Óscar. Con el paso de las décadas, sin embargo, Willow se ha convertido en un filme de culto entre los aficionados al cine de fantasía.

## Argumento
Temerosa de una profecía según la cual nacería una niña que acabaría con su reinado de terror, la malvada reina Bavmorda (Jean Marsh) aprisiona a toda mujer embarazada en su reino para encontrar al bebé y, mediante un ritual, eliminar su alma de la existencia. Una de las prisioneras da a luz una niña con una marca en su brazo que la identifica como la elegida en la profecía, pero logra convencer a la partera para que huya con el bebé. La mujer huye de las tierras de Bavmorda, cuidando a la pequeña durante sus primeras semanas de vida. Sin embargo, los lobos de Bavmorda las alcanzan en los bosques, pero antes de morir enfrentándolos, logra poner a salvo al bebé en un lecho de ramas y la envía río abajo. Tras el fracaso de los lobos, Bavmorda envía a su hija Sorsha (Joanne Whalley) y al general Kael (Pat Roach), líderes de su ejército, a recuperar al bebé; sin embargo, un adivino a su servicio señala que los designios muestran que Sorsha está destinada a traicionarla, advertencia a la que la reina resta importancia.
La bebé es arrastrada por la corriente hasta las afueras de una aldea poblada por nelwyns (enanos), donde es hallada por los hijos de Willow Ufgood (Warwick Davis), un granjero aficionado a los trucos de prestidigitación que aspira a convertirse en hechicero. Sin embargo, pese a tener latentes habilidades que él mismo desconoce, no pasa la prueba impuesta por el hechicero de la aldea para ser su aprendiz, al carecer de suficiente confianza en sí mismo. Tras un ataque de lobos rastreadores de Bavmorda a su villa, Willow y otros nelwyns son elegidos para integrar una comitiva que llevará a la bebé a las tierras de los daikini (humanos) para encontrar a alguien que asuma su cuidado.
En su travesía, el primer daikini que Willow encuentra es un guerrero llamado Madmartigan (Val Kilmer), que se halla encerrado en una jaula de cuervos junto al camino, condenado a morir de inanición. Varios de los miembros de la comitiva ven en Madmartigan la oportunidad idónea para deshacerse de la niña y regresar a la aldea. Sin embargo, Willow es reticente porque ve en Madmargidan a un hombre peligroso. Tras debatir, el grupo decide regresar a la aldea, excepto Willow y su amigo Meegosh, que deciden pernoctar ahí y encontrar a alguien adecuado. Al día siguiente, llega el ejército de Galladorn, que se dirige a enfrentar a Bavmorda, dirigidos por Airk Thaughbaer, un amigo de Madmartigan. Éste, a pesar de que Madmardigan es un espadachín prodigio, rehúsa su petición de ser liberado y luchar junto a ellos, abandonándolo a su suerte. Finalmente, Willow termina confiando en Madmartigan, quien jura cuidar y proteger a la pequeña, lo libera y le entrega la bebé.
De camino a la aldea, Willow y Meegosh ven cómo unos brownies (duendecillos) han secuestrado a la pequeña por lo que los persiguen hasta el bosque, donde conocen a la Reina del Bosque, Cherlindrea (Maria Holvöe) quien les explica que la niña se llama Elora Danan y está destinada a ser el catalizador de la caída de Bavmorda. También le dice que Elora lo ha elegido como su guardián, por lo que le da a Willow su varita mágica, encomendándole que se la entregue a la hechicera Fin Raziel, quien los guiará hasta el reino de Tir Asleen, donde los reyes la cuidarán. Willow acepta esta misión, permitiendo a Meegosh regresar a la aldea y parte en busca de Fin Raziel acompañado de los brownies Rool y Franjean, que lo ayudarán en la misión.
En una taberna daikini, encuentran a Madmartigan coqueteando con una mujer cuando son sorprendidos por el ejército de Bavmorda, comandado por su hija Sorsha. Willow, Elora y los brownies consiguen escapar con la ayuda de Madmartigan antes que sus enemigos confirmen la identidad del bebé, pero Sorsha y los soldados persiguiéndoles sin haber comprobado. Una vez a salvo, Madmartigan se despide de ellos para ir por su cuenta.
Finalmente encuentran a Fin Raziel (Patricia Hayes) en un islote al que fue exiliada por Bavmorda tras ser derrotada y maldecida a vivir bajo la forma de una zarigüeya parlante, pero son capturados por Sorsha y los soldados, quienes previamente lograron apresar a Madmartigan. Sorsha comprueba que se trata de la niña de la profecía y emprende el camino hacia el castillo de Nockmaar. Durante la travesía, Madmartigan es encantado accidentalmente con un hechizo brownie de amor temporal y se dedica a cortejar a Sorsha, quien se ve cautivada por las palabras del guerrero. Tras lograr escapar, el efecto del hechizo se disipa en Madmartigan, pero él mismo no está seguro de si realmente se ha enamorado o no de la muchacha. Huyendo, llegan a un pueblo al pie de la montaña, donde nuevamente se encuentran con Airk y lo que queda de su ejército, recientemente derrotado por las fuerzas de Bavmorda. Madmartigan tiene la oportunidad de unirse a ellos, pero decide quedarse a proteger a Willow y Elora. El ejército de Sorsha y Kael los alcanza en el pueblo, pero ellos logran escapar con la ayuda de Airk y su ejército, secuestrando a Sorsha. El ejército de Sorsha es retenido temporalmente por el ejército de Airk, quienes batallan en el poblado; antes de llegar a Tir Asleen, Sorsha logra zafarse de Madmartigan y regresa junto a su ejército.
A lo largo de todo el viaje, Fin Raziel enseña magia a Willow, confiando en que su potencial más la varita sean suficientes para devolverla a su forma humana, pero Willow sólo logra convertirla en una bestia diferente en cada intento. Al llegar al castillo de Tir Asleen descubren que fue invadido por trolls y los habitantes han muerto congelados por la magia de Bavmorda por lo que Madmartigan usa el arsenal de la armería para aprovisionarse y armar mientras se prepara para el asalto de Kael y Sorsha. Durante la lucha, Sorsha acepta sus sentimientos por Madmartigan y se une a ellos para oponerse a su madre. Intentando defenderse con magia Willow accidentalmente convierte a un troll en un Eborsisk (dragón bicéfalo), que comienza a atacar todo lo que ve. Airk llega con su ejército, cambiando la marea de la batalla, pero no son capaces de evitar que Kael secuestre a Elora y la lleve a Nockmaar, donde informa a Bavmorda de la traición de Sorsha. Bavmorda, disgustada, ordena la preparación del ritual que acabará con Elora.
El ejército de Airk, Willow y los demás llegan a Nockmaar para asediarlo, pero Bavmorda maldice a los soldados y los convierte en cerdos. Willow escapa cuando Raziel le hace usar un hechizo protector que evita la transformación y tras un arduo esfuerzo, logra que vuelva a ser humana y pueda revertir el hechizo de Bavmorda sobre el ejército. Tras una estratagema ideada por Willow, los soldados logran burlar la guardia y penetrar al castillo. En la batalla que sigue, Airk es asesinado por Kael y su muerte es vengada por Madmartigan, que acaba con él después de un feroz duelo de espadas. Mientras tanto, Sorsha lleva a Willow y Raziel a la cámara ritual, interrumpiendo la ceremonia, que está a punto de concluir. Tras un breve enfrentamiento, Bavmorda deja inconsciente a Sorsha y se enfrasca en un reñido duelo de magia y puños contra Raziel, del cual la reina maligna sale victoriosa tras dejar inconsciente a su rival con mucho esfuerzo, quedando Willow como el único oponente.
Confiada en que un simple nelwyn no es una amenaza, Bavmorda se burla de Willow cuando éste le advierte que usará una magia más allá de su comprensión para enviar a Elora a un lugar donde el mal no podrá alcanzarla, tras lo cual hace desaparecer a la niña para estupefacción de la reina, quien efectivamente es incapaz de comprender la naturaleza del hechizo. Bavmorda, aturdida por la desaparición de Elora, tropieza con el altar del sacrificio, queda atrapada en su propio hechizo y desaparece. Willow explica a sus amigos que simplemente usó un viejo truco de prestidigitación que solía usar en las fiestas de su aldea para esconder a la niña y engañar a la reina.
Una vez terminada la guerra, Elora es adoptada por Madmartigan y Sorsha, quienes deciden quedar a reconstruir y gobernar Tir Asleen, cumpliendo así la profecía mencionada por Cherlindrea. Willow, quien es reconocido como un héroe por los daikini, se despide de sus amigos y recibe como regalo de parte de Raziel un libro de hechizos que se dedica a estudiar en su viaje de regreso. Ya de vuelta en la aldea junto a su familia, Willow es capaz de demostrar sus habilidades ante el asombro y la alegría de todos.

## Reparto
| Actor                    | Personaje        | Doblaje en España        | Doblaje en Los Ángeles |
| ------------------------ | ---------------- | ------------------------ | ---------------------- |
| Warwick Davis            | Willow Ufgood    | Luis Fenton              | Juan Alfonso Carralero |
| Val Kilmer               | Madmartigan      | Jordi Brau               | Javier Pontón          |
| Joanne Whalley           | Sorsha           | María Jesús Lleonart     | Rocío Robledo          |
| Jean Marsh               | Reina Bavmorda   | Elsa Fábregas            | Caritina González      |
| Patricia Hayes           | Fin Raziel       | Marta Martorell          | Guadalupe Romero       |
| Billy Barty              | High Aldwin      | Felipe Peña              | Roberto Alexander      |
| Pat Roach                | General Kael     | José Mediavilla          | Guillermo Romano       |
| Julie Peters             | Kaiya Ufgood     | Nuria Doménech           | Angelines Santana      |
| David J. Steinberg       | Meegosh          | Luis Posada              |                        |
| Phil Fondacaro           | Vohnkar          |                          |                        |
| Tony Cox                 | Guerrero Vohnkar |                          |                        |
| Robert Gillibrand        | Vohnkar warrior  |                          |                        |
| Mark Northover           | Burglekutt       | Antonio Gómez de Vicente | Jesús Brock            |
| Kevin Pollak             | Rool             |                          |                        |
| Rick Overton             | Franjean         | Juan Fernández (BCN)     | Edgar Pedrini          |
| Laura Hopkirk            | Elora Danan      |                          |                        |
| Gavan O'Herlihy          | Airk Thaughbaer  | Ernesto Aura             | Jorge García           |
| María Holvoe             | Cherlindrea      | Marta Angelat            |                        |
| Michel Cotterill         | Druida           | Emilio Freixas           |                        |
| Kate and Ruth Greenfield | Elora Danan      |                          |                        |

## Producción
George Lucas originalmente planeó rodar una adaptación de El hobbit. No siendo capaz de hacerse con los derechos, escribió Willow, que comparte unas cuantas semejanzas con la célebre novela de J. R. R. Tolkien y su secuela, El Señor de los Anillos.
La película llamó la atención por emplear más enanos que cualquier otra producción en muchos años y fue muy elogiada por la comunidad de "gente pequeña" al otorgar el papel protagonista a Warwick Davis, de tan solo diecisiete años. Willow fue uno de los primeros largometrajes en utilizar detallados gráficos por ordenador para representar personajes, concretamente en los efectos especiales de transformación (morphing), como cuando Willow usa la varita mágica para acabar con el trol o cuando un tablón de madera de un puente se convierte en piedra.
En la película, el monstruo de dos cabezas, Eborsisk en el original, fue llamado así en referencia a los famosos críticos de cine Roger Ebert y Gene Siskel; el cruel General Kael también recibió el nombre de una famosa crítica, Pauline Kael.
Antes de seleccionar a Val Kilmer, los actores John Cusack y Matt Frewer fueron considerados para el papel de Madmardigan. Para rodar los exteriores se filmó en diferentes localizaciones de Gales, Inglaterra, California y Nueva Zelanda. Una vez empezado el rodaje, Val Kilmer improvisó gran parte de su diálogo. El rodaje de las escenas de acción en la nieve, filmadas durante el invierno en Nueva Zelanda, hicieron que Val Kilmer comentara que le habría gustado que su camisa tuviera botones, ya que el vestuario que lucía le dejaba el pecho descubierto ante el frío.
Gran parte del concepto artístico, como los diseños de las criaturas y del storyboard, fue dibujado por Jean Giraud (alias Moebius) y Chris Achilleos. En última instancia, los diseños que aparecieron finalmente en la película fueron muy diferentes de los que se hicieron inicialmente; varias secuencias fueron eliminadas completamente debido a cuestiones de duración del filme. Una de dichas escenas, según el storyboard, era una batalla en el mar donde los héroes escapan a duras penas de un monstruo marino gigante, en forma de un tiburón antropomórfico. Esto sucedería mientras Willow volvía de la isla donde encontró a Fin Raziel, e inicialmente el tiburón aparecía como un joven.

## Banda sonora
La música de la película fue compuesta por James Horner y se considera una brillante obra musical. Se pueden apreciar ecos de la Sinfonía "Renana" de Schumann en el tema triunfal. El tema principal también tiene cierto parecido a la "Redención" de la tetralogía de Richard Wagner, El Anillo de los Nibelungos.

## Estreno
La versión para cines la produjo Lucasfilm y la distribuyó Metro-Goldwyn-Mayer. 
La cinta de vídeo la distribuyó el sello RCA/Columbia Pictures Home Video. 
Willow se lanzó en DVD el 27 de noviembre de 2001, con la distribución de Twentieth Century Fox Home Entertainment.
El DVD incluye la película en su formato original de pantalla panorámica anamórfico de proporción 2.35:1, y con sonido en una nueva versión 5.1 y sonido envolvente THX-Certificado.
Características especiales: 
1. Subtítulos: Inglés - Castellano
2. Idiomas: Inglés (Dolby Digital 5.1), español (Dolby Digital Surround 5.1)
3. Comentario de Warwick Davis
4. Willow: La Producción de una Aventura (1988)
5. Transformacines: los albores del cine digital
6. Anuncios de televisión y tráileres de cine
7. Galería de fotos

El 12 de marzo de 2013 y con motivo del 25 aniversario del film, se lanzó a la venta en EE. UU., la edición en Bluray, con el filme remasterizado en alta definición y nuevos contenidos extras, amén de presentarse en combo Bluray y DVD. El filme fue editado por 20Th Century Fox, quien posee los derechos de distribución en video de gran parte del material fílmico de MGM.

## Recepción
En su estreno inicial, las críticas arremetieron contra la película: la actuación (particularmente la de Davis) y los efectos especiales fueron alabados en general, pero la historia fue ampliamente rechazada como poco original por sus préstamos de literatura familiar como la Biblia o Los viajes de Gulliver, además de la obra de J. R. R. Tolkien y otros autores de fantasía. En taquilla alcanzó un éxito moderado, ganando tan solo 57 millones de dólares. Desde su estreno, se ha labrado un fuerte culto.

## Videojuegos
La película fue la base para el videojuego Willow, que se estrenó en 1989 para la Nintendo Entertainment System creado por Capcom, además de la versión para PC hecha por Mindscape. Capcom también creó un Willow, juego de arcade para su sistema CPS-1 para recreativas, muy diferente del juego para consola, ya que era un juego de plataformas más que uno de aventuras/RPG similar al Zelda, y también seguía más fielmente la trama de la película.

## Novelas
La adaptación a novelas la realizó Wayland Drew y estas estuvieron disponibles durante la época del estreno de la película. Contienen todas las escenas que fueron finalmente cortadas de la misma, además de historias adicionales y trasfondo de los personajes añadidos por el autor.
George Lucas esbozó una trilogía que siguiera a la película y empleó al escritor/novelista de cómics Chris Claremont para que la adaptara a una serie de libros. Las historias tienen lugar unos quince años después de la película original y sitúan a la ahora adolescente Elora Danan como personaje principal. Los libros son:
- Shadow Moon (1995)
- Shadow Dawn (1996)
- Shadow Star (2000)

## Cómics
Comics Forum publicó en España, en un solo número, la adaptación de la película (1988). Bob Hall se encargó del lápiz y Romeo Tanghal y Kim Demulder del entintado. Contenía muchas de las escenas que fueron eliminadas de la película.

## Serie de TV
En abril de 2005, durante la convención "Celebration III" de fanes de Star Wars, George Lucas insinuó en una entrevista que dado que su compañía (Lucasfilm) se estaba dedicando de nuevo a la producción televisiva, podría llegar a realizarse una serie de TV de Willow.
En mayo de 2018, Howard confirmó que había discusiones en curso sobre una secuela, y confirmó que el proyecto no se llamaría Willow 2. En 2019, Ron Howard anunció que actualmente se está desarrollando una serie de televisión secuela, con la intención de que la serie se estrene exclusivamente en el servicio de transmisión de Disney+ . Jonathan Kasdan escribirá la serie de televisión, mientras que Warwick Davis repetirá su papel de la película original pero George Lucas no participará en esta serie.
En octubre de 2020, Disney+ dio oficialmente luz verde a la serie, con Ron Howard listo para producir la serie junto con Kasdan, Wendy Mericle y Jon M. Chu. Chu dirigiría el primer episodio de la serie, con Kasdan y Mericle como showrunners, Warwick Davis retomando su papel de Willow Ufgood y Bob Dolman como productor consultor. En diciembre de 2020, se anunció que la serie se estrenaría en 2022. En enero de 2021, Chu dejó sus deberes como director debido a que la producción avanzaba hacia el verano y coincidía con el nacimiento de su próximo hijo.
Ese mismo mes se reveló que Jonathan Entwistle había sido contratado oficialmente para reemplazar a Chu como director y el rodaje comenzó en la primavera de 2021 en Gales. Sin embargo, debido a retrasos en la producción como resultado de nuevas audiciones, Entwistle también salió de la serie y Stephen Woolfenden entró para dirigir los dos primeros episodios.
En noviembre de 2021, se lanzó un video promocional con el elenco de la serie para Disney + Day. La nueva serie de acción real se estrenó el 30 de noviembre de 2022 en Disney+.